# WikkaWiki
WikkaWiki (spesso abbreviato in Wikka) era un programma wiki leggero e basato su web-standard. Scritto in PHP, utilizzava un database relazionale MySQL per archiviare le pagine. Derivato da WakkaWiki, aggiungeva numerose funzionalità, pur rispettandone la visione originale. Disegnato per velocità, estensibilità e sicurezza, WikkaWiki era distribuito sotto licenza libera GPL.

## Storia
Nel 2003, lo sviluppo di WakkaWiki si è interrotto bruscamente, malgrado una larga comunità di utenti continuasse a contribuire con patch, estensioni e soluzioni di bug. Distribuito per la prima volta nel maggio 2004, WikkaWiki restava fedele all'eredità di WakkaWiki, un programma leggero con codice di facile lettura.

## Visione
La flessibilità e l'estensibilità di WikkaWiki erano le sue caratteristiche chiave: paragonato ad altri programmi wiki (per esempio MediaWiki), che integrano un numero elevato di funzionalità, WikkaWiki puntava a mantenere il proprio nucleo il più piccolo e leggero possibile, garantendo l'estensibilità tramite l'uso di plugin. L'ultima versione distribuita è stata la 1.4.2.

## Caratteristiche
Tra le caratteristiche salienti che aveva questo programma wiki vanno menzionate le seguenti:
- Supporto per diversi tipi di elementi:
  - immagini;
  - animazioni flash;
  - tabelle;
  - HTML sicuro;
  - feed RSS;
  - i-frames;
  - mappe mentali, attraverso il supporto nativo per dati FreeMind;

- Gestione utenti avanzata tramite Lista di controllo degli accessi, profili utente e gestione delle password.
- Syntax highlighting avanzato tramite GeSHi:
  - supporto per 68 linguaggi di markup e di programmazione;
  - output personalizzabile;
  - numeri di linea (opzionali);
  - collegamenti automatici alla documentazione ufficiale del linguaggio;
  - pulsanti per il download di blocchi di codice;
- Diverse funzionalità a livello di pagina, in particolare: commenti, categorie, motore di ricerca interno, duplicazione di pagine, gestione dei referrer, interfaccia per l'upload di file, editore con interfaccia grafica.

### Particolarità
- Valido XHTML transizionale e CSS.
- Versione stampabile controllata tramite CSS.
- Strumenti avanzati per il controllo versione, tra cui:
  - Feed RSS di revisione a livello di sito e di singola pagina (con supporto per autorilevazione);
  - Funzionalità WikiPing per la pubblicazione delle modifiche recenti su un server remoto.
- Funzione SmartTitle per la generazione automatica di titoli di pagina search-engine friendly.
- Un wizard per l'installazione e la migrazione da WakkaWiki.
- Un'ampia selezione di plugin contributi dagli utenti.

## Documentazione
Il sito ufficiale di WikkaWiki offre une documentazione analitica in inglese, francese, tedesco e spagnolo, destinata tanto all'utente finale quanto allo sviluppatore.